# Marijina cerkev, Pöllauberg
Rimskokatoliška župnijska in romarska Marijina cerkev v  Pöllaubergu stoji na Sabbatsbergu, delu gričevja Masenberg, in je zelo pomembna v občini Pöllauberg na Štajerskem. Cerkev svete Marije pripada dekaniji Hartberg v škofiji Graz-Seckau. Je zaščiten spomenik lokalnega pomena skupaj s podružnično cerkvijo svete Ane in kalvarijo.

## Zgodovina
Zgrajena je bila kot darilo (1339) Katarine Stubenberg s samostanom (1374) in kaplanijo. Cerkev je bila leta 1504 vključena v opatijo Pöllau. Po požaru  leta 1674 je bila obnovljena skupaj s stolpom, streho in pohištvom. Cerkev je leta 1707 postala župnijska cerkev. Leta 1955 so obnovili njeno zunanjost, leta 1976 pa notranjost.

## Arhitektura
Dvoladijska dvoranska cerkev je rebrasto obokana, rebra izhajajo iz stebrov v steni. Ladja vodi v celotni širini v triladijski ambulatorij s petosminskim zaključkom. Cerkev je podobna Wallseerkapelle v Ennsu v Zgornji Avstriji. Ima globljo triosno preddverje z emporo na zahodu. Leta 1691 je bila zgrajena druga empora v prvem oboku.
Visoka tridelna zahodna fasada je iz klesanih kamnov z dvema visokima opornikoma ob portalu spredaj. Glavni portal z bogato oblikovanim podbojem in zatrepom je dostopen prek širokega stopnišča z 18 stopnicami. Nad portalom sta dve vrsti slepih arkad, severno je poligonalno stopnišče za dostop v stolp. Zahodna fasada je bila dokončana leta 1678 s kvadratnim zahodnim stolpom z dvema nišama ob strani in okrasom v obliki volut. Cerkev ima po obodu štiristopenjske opornike z zidcem. Visoko okno s krogovičjem je južno.
Notranjost je bogata s kiparskim okrasjem, sklepniki, figurami na konzolah, visokim baldahinom in predvsem kamnitimi sedilijami v korni steni z lepo izvedenimi arkadami in plastikami s simboli evangelistov, listnimi maskami in rastlinjem. Na severnem pobočju zbora je zakramentna niša z rešetkastimi vrati. Orgelska empora je obdelana s štukom, kipi štirih evangelistov in dveh prerokov, delo Josefa Serenia. Tri freske z Marijinimi prizori je poslikal Antonio Maderni (1691). Zakristija na jugu ima stropno sliko Marijinega rodovnika in je zgodnje delo slikarja Matthiasa iz Görza.
V preddverju so steklena okna s Kristusovim krstom iz leta 1946. Fresko zunaj na timpanonu glavnega portala je zasnoval slikar Franz Rath (1877). Na južni strani je vojaški spomenik slikarja Fritza Silberbauerja (1929), obnovljen (1953).

## Oprema
Baročni oltar je oblikoval Remigius Horner in prikazuje grb upravitelja in figure kiparja Marxa Schokotnigga (1714), ki jih je dokončal Josef Schokotnigg. Tu je gotski Marijin kip (1480) s poznobaročnim oblačilom kot čudežna podoba. V notranjosti cerkve sta stranski oltar rožnega venca in Magdalenin oltar z rezbarijami slikarja Bartolomea Altomonteja. Patritiusov in Florijanov oltar v kapeli v severni steni, okoli 1720 in 1760, prikazujeta votivne slike iz 1684 in po 1713.
Prižnica je iz okoli 1725/1730, oblikoval jo je Remigius Horner, figure so delo Josefa Schokotnigga. Kip Marije z otrokom na stebru je iz leta 1616, spovednica je delo Remigiusa Hornerja iz leta 1710, zakristija je iz leta 1710 in lesen angelski lestenec je iz leta 1730.
Odlične orgle so iz leta 1684 z bogato izrezljanim ohišjem, imajo redke cevi. Zvonove je ulil Adam Roßtauscher (1676).

## Župnišče
Župnišče je bilo prizidano k cerkvi leta 1694 in ima stropne poslikave Marija lebdi nad Pöllaubergom (Maria über Pöllauberg schwebend).